# Акт про цифрові ринки
Акт про цифрові́ ри́нки (АЦР; англ. Digital Markets Act, DMA) — нормативно-правовий акт Європейського Союзу, який має на меті зробити цифрову економіку більш справедливою та конкурентоспроможною. Регламент набув чинности 1 листопада 2022 року та більшість його положень були введенні в дію з 2 травня 2023 року.
Метою DMA є забезпечення вищого рівня конкуренції на європейських цифрових ринках, запобігаючи зловживанню великими компаніями своєю ринковою владою та дозволяючи новим гравцям виходити на ринок. Цей регламент спрямований на найбільші цифрові платформи, що працюють у Європейському Союзі. Вони також відомі як «брамники» (ґейткіпери) через «сталу» позицію на ринку в деяких цифрових секторах і тому, що вони також відповідають певним критеріям, пов’язаним із кількістю користувачів, їхнім оборотом або капіталізацією. У вересні 2023 року Європейський Союз визначив 22 служби шести компаній (які вважаються «брамниками») – Alphabet, Amazon, Apple, ByteDance, Meta та Microsoft – «сервісами основної платформи». Ці компанії мали виконати всі положення Акту до 6 березня 2024 року.
Список зобов’язань включає заборону на поєднання даних, зібраних з двох різних сервісів, що належать одній компанії (наприклад, у випадку Meta, її соціальної мережі Facebook і її комунікаційної платформи WhatsApp); положення щодо захисту бізнес-користувачів платформ (включно з рекламодавцями та видавцями); правові інструменти проти методів самоналаштування, які використовуються платформами для просування власних продуктів (наприклад, преференційні результати для продуктів або послуг Google під час використання Пошуку Google); положення щодо попереднього встановлення деяких служб (наприклад, Android); положення, що стосуються практики бандлування; і положення щодо забезпечення інтероперабельности, портативности та доступу до даних для компаній і кінцевих користувачів платформ. Існують також положення, які гарантують, що користувач може видалити будь-яке попередньо встановлене програмне забезпечення (наприклад, AppStore чи FaceTime на iOS). Недотримання вимог може призвести до санкцій, у тому числі штрафів у розмірі до 10% від світового обороту.
Згідно з даними Європейської комісії, головна мета цього регламенту полягає в регулюванні поведінки так званих «великих технологічних» фірм на єдиному європейському ринку та за його межами. Комісія прагне гарантувати справедливий рівень конкуренції («рівні умови гри») на висококонцентрованих цифрових європейських ринках, які часто характеризуються конфігурацією «переможець отримує все».
DMA охоплює вісім різних секторів, які називаються послугами основних платформ (Core Platform Services, CPS). Через наявність «ґейткіперів», які певною мірою впливають на конкурентність ринку, Європейська комісія вважає ці послуги проблематичними:
- онлайн-пошукові системи (наприклад, пошук Google);
- онлайн-посередницькі послуги (наприклад, Google Play Store, Apple App Store);
- соціальні мережі (наприклад, Facebook);
- платформи обміну відео (наприклад, YouTube);
- комунікаційні платформи (наприклад, WhatsApp, Gmail);
- рекламні послуги (наприклад, Google Ads);
- операційні системи (наприклад, Android, iOS);
- хмарні служби (наприклад, Amazon Web Services).[5]

У квітні 2024 року агентство Reuters повідомило про дані шести компаній, які показали, що в перший місяць після введення в дію правил незалежні браузери помітили різке зростання кількости користувачів. Кіпрський вебпереглядач Aloha Browser повідомив, що кількість користувачів у Європейському Союзі у березні зросла на 250%. Норвезька Vivaldi, німецька Ecosia та американська Brave також помітили збільшення кількости користувачів після нового регулювання.

## Передумови

### Правила конкурентної політики Європейського Союзу
Чинні правила, що застосовуються в Європейському Союзі щодо цифрових ринків, ґрунтуються на європейському та національному законодавстві. За цих обставин основу правил конкуренції в ЄС становлять статті 101 і 102 Договору про функціонування Європейського Союзу (ДФЄС). Стаття 101 стосується антиконкурентних угод та узгоджених дій, які можуть вплинути на торгівлю між країнами-членами або зменшити конкуренцію на спільному ринку. Стаття 102 спрямована на боротьбу зі зловживанням домінуючим становищем. Таким чином, всі гравці, що діють на спільному ринку, підпадають під дію цих положень. Європейські та національні органи влади визначили необхідність посилення чинного законодавства з огляду на структурні проблеми, які не охоплені ним.

### Цифрова політика в Європейському Союзі
Акт про цифрові ринки відповідає законодавчим розробкам, здійсненим комісією Юнкера з 2014 по 2019 рік. Однією з найважливіших частин цифрового законодавства Європейського Союзу є правила щодо авторського права. Це призвело до захисту, оплати та визнання працівників у тридцяти трьох секторах, і його метою є винагорода за творчість, стимулювання інвестицій у творчий сектор. Ще одним важливим досягненням можна вважати імплементацію Загального регламенту захисту даних (GDPR) у 2016 році. Цей регламент встановлює нові європейські рамки для використання та обігу персональних даних і має значний вплив на основних цифрових гравців. Крім того, для створення справедливого, прозорого та передбачуваного бізнес-середовища для невеликих підприємств і трейдерів на онлайн-платформах було створено регламент про торгову практику між платформами для компаній (P2B). Цей регламент набув чинности в липні 2020 року та запобігає викривленню ринку, заохочує здорову конкуренцію та забороняє недобросовісні дії.

## Законодавча процедура
Пропозиція Акту про цифрові ринки була подана Європейською комісією до Європейського парламенту та Ради Європейського Союзу 15 грудня 2020 року. Разом із Актом про цифрові послуги (DSA), DMA є частиною європейської цифрової стратегії Комісії під назвою Формування цифрового майбутнього Європи. Пропозиції представили виконавча віцепрезидентка Європейської комісії з питань Європи, придатної для цифрової ери, Марґрете Вестагер та єврокомісар з питань внутрішнього ринку Тьєррі Бретон як члени комісії фон дер Ляєн.
23 листопада 2021 року парламентський комітет із внутрішнього ринку та захисту прав споживачів (IMCO) ухвалив свою позицію щодо пропозиції DMA, а текст було прийнято на пленарному засіданні Європейського парламенту 15 грудня 2021 року. Ухвалений текст став мандатом парламенту на переговори з Радою, які розпочалися під головуванням Франції в Раді в першій половині 2022 року. 25 листопада 2021 року Рада погодила свою позицію на переговорах, надавши президентству мандат на обговорення.
24 березня 2022 року Парламент і Рада на зустрічі у форматі трилогу разом із Комісією досягли політичної згоди щодо DMA. Учасники переговорів досягли консенсусу щодо положень про інтероперабельність для великих платформ обміну повідомленнями: зазначені зобов'язання дозволять користувачам спілкуватися між різними платформами, надаючи їм більший вибір на тлі зростаючого домінування певних компаній. Вибір розширюється також завдяки положенням, які гарантують вільний вибір користувачами браузерів, віртуальних помічників або пошукових систем, тоді як жодних зобов'язань щодо інтероперабельности для соціальних мереж ще не було прийнято. У політичній угоді до сфери дії правил були включені платформи з ринковою капіталізацією €75 мільярдів або оборотом в Європейській економічній зоні, що дорівнює або перевищує 7,5 мільярдів євро. Було досягнуто домовленості щодо штрафних санкцій, які становитимуть від 10% річного світового обороту через недотримання вимог за перше порушення до 20% у разі повторного порушення. Текст DMA, попередньо погоджений у березні 2022 року, був оприлюднений європейськими інституціями лише 22 травня 2022 року.
DMA був офіційно прийнятий парламентом 5 липня 2022 року, Радою 19 липня 2022 року , а 14 вересня 2022 року він був підписаний президентами парламенту та ради, що завершило законодавчу процедуру. Прийнятий текст було опубліковано в Офіційному віснику Європейського Союзу 12 жовтня 2022 року, встановивши, що він набуде чинности через двадцять днів після публікації, 1 листопада 2022 року.
2 травня 2023 року, через 6 місяців, регламент почав застосовуватися, і потенційні ґейткіпери мали 2 місяці, щоб повідомити Європейську комісію про те, що вони підходять під критерії ґейткіперів. Цей процес тривав до 45 днів, і після того, як їх було визначено як ґейткіперів, вони мали 6 місяців на виконання вимог, не пізніше 6 березня 2024 року. З 7 березня 2024 року ґейткіпери повинні дотримуватися DMA.

## Мета
DMA спеціально націлений на великі технологічні компанії. DMA запропонував класифікувати певні платформи відповідно до їх кількости користувачів, капіталізації, ринкової влади чи обороту, ймовірно включно з Apple, Google, Facebook і Amazon як «ґейткіпери», що накладає на них нові зобов’язання.
Він спрямований на те, щоб запобігти зловживанню великими компаніями своєю владою на ринку та дозволити меншим і новим гравцям вийти на ринок.

### Обґрунтування
У грудні 2020 року Європейська комісія оприлюднила законодавчу пропозицію, яка має на меті захистити добробут споживачів і відновити рівні умови гри на цифровому ринку Європейського Союзу. На даний момент економіка значною мірою визначається діяльністю, яка здійснюється через онлайн-платформи. Невелика кількість онлайн-платформ стала відігравати вирішальну роль у житті мільйонів людей і компаній. Вони є посередниками у значній частині транзакцій між споживачами та компаніями, що призводить до надзвичайної залежности багатьох компаній від цих важливих платформ.
У таблиці нижче можна помітити, що цифрові ринки Європейського Союзу стикаються з високим рівнем концентрації, коли такі компанії, як Google або Facebook, контролюють майже весь певний сегмент ринку.
| Сектори                      | Домінуючі компанії                           | Їхня частка на ринку Європейського Союзу            |
| ---------------------------- | -------------------------------------------- | --------------------------------------------------- |
| Операційні системи           | Microsoft Windows                            | 78%                                                 |
| Бравзери                     | Google Chrome                                | 60%                                                 |
| Пошукові системи             | Google Search                                | 95%                                                 |
| Соціальні мережі             | Facebook                                     | 90%                                                 |
| Електронна комерція          | Amazon                                       | 30% частка користувачів і 60% за ринковими доходами |
| Подорожі / бронювання        | Booking.com                                  | 35%                                                 |
| Потокове відео               | Netflix, Amazon Prime Video, HBO, Sky і DAZN | 90% доходів ринку                                   |
| Потокове авдіо               | Spotify Apple Music і Amazon Music           | 55% 25%                                             |
| Мобільна ОС (світовий ринок) | Google Android Apple iOS                     | 72% 27%                                             |

Термін «ґейткіпер» означає здатність посередницьких платформ діяти як основне «вузьке місце» для великої кількости учасників ринку, які не можуть отримати доступ до інших платформ. За цим стоять ринкові сили, які охоплюють (1) важливу економію на масштабах з боку пропозиції; (2) сильні прямі та непрямі мережеві ефекти з боку попиту; (3) конкурентну перевагу на основі даних; (4) високий рівень інновацій; і (5) розвиток конгломератів, які структурують цілі екосистеми. Крім того, поєднання цих елементів може призвести до ринкової динаміки за сценарієм «переможець отримує найбільше».
Протягом останніх років органи влади в усьому світі висловлювали серйозну стурбованість щодо економічної потужности деяких цифрових гігантів. У Європі Європейська комісія, спираючись на багаторічний досвід правозастосування конкурентного законодавства ЄС, зазначила, що частина цих посередницьких платформ може вважатися «ґейткіперами» або «структуроутворюючими платформами» у відповідних сегментах ринку. Крім того, вона також висловила занепокоєння тим, що великі технологічні компанії можуть незаконно скористатися своїми ринковими та переговорними можливостями, щоб закріпитися на домінуючих позиціях (наприклад, на існуючих ринках), підвищити рівень свого впливу та здобути провідні позиції в нових секторах діяльности. Таким чином, це можна трактувати як надання несправедливих переваг діючим компаніям, що надають основні та допоміжні послуги, як спотворення конкуренції та як заподіяння шкоди споживачам у довгостроковій перспективі через підвищення цін або зменшення права вибору. Згідно із антимонопольним законодавством Європейського Союзу досягнення «домінуючого становиська» жодним чином не вважається незаконним, як і ідея сценарію «переможець отримує найбільше». Однак практики, які фіксують домінуюче становисько або нав'язує несправедливі умови третім особам, можуть розглядатися як незаконні.

## Правила DMA

### Загальна основа
Акт про цифрові ринки встановлює перелік дій, які мають бути заборонені, з одного боку, і зобов'язань, яких повинні дотримуватися платформи, визначені як «ґейткіпери», з іншого боку. Перелік складається з двох різних частин: загальний чорний список дій (стаття 5) та оцінка кожного конкретного випадку, яка має бути конкретизована (стаття 6).

### Критерії визначення ґейткіперів
DMA поєднує кількісні та якісні критерії в процесі призначення ґейткіперів. У законодавстві є три критерії:
- Критерії, що стосуються розміру компаній: (а) оборот компанії не менше €7,5 мільярдів в Європейській економічній зоні протягом щонайменше трьох років або (б) ринкова капіталізація або еквівалент щонайменше 75 мільярдів євро;
- Критерії, що стосуються місця компанії в контролі доступу інших підприємств до кінцевих споживачів: компанія повинна мати (а) понад 45 мільйонів активних кінцевих користувачів на місяць у ЄС і (б) понад 10 000 активних підприємств на рік у ЄС;
- «Закріплена стійка позиція», яка є якісним критерієм, який регулятор вважає виконаним, якщо кількість активних користувачів у другому критерії відповідає протягом трьох років поспіль.

### Відповідні сектори (сервіси основних платформ)
DMA охоплює вісім різних секторів, також відомих як базові платформні послуги (CPS). Європейська комісія вважає їх проблематичними, оскільки присутність ґейткіперів певною мірою перешкоджає конкуренції на ринку. Станом на вересень 2023 року визначеними ґейткіперами є та їхні послуги:
|                | Інтернет реклама | Бравзер | Посередництво                             | Миттєві повідомлення | Операційна система | Пошукова система | Соціальна мережа    | Відеогостинґ |
| -------------- | ---------------- | ------- | ----------------------------------------- | -------------------- | ------------------ | ---------------- | ------------------- | ------------ |
| Alphabet       | Google           | Chrome  | Google Maps, Google Play, Google Shopping |                      | Android            | Google Search    |                     | YouTube      |
| Amazon         | Amazon           |         | Amazon Marketplace                        |                      |                    |                  |                     |              |
| Apple          |                  | Safari  | App Store                                 |                      | iOS, iPadOS        |                  |                     |              |
| ByteDance      |                  |         |                                           |                      |                    |                  | TikTok              |              |
| Meta Platforms | Meta             |         | Meta Marketplace                          | WhatsApp, Messenger  |                    |                  | Facebook, Instagram |              |
| Microsoft      |                  |         |                                           |                      | Windows            |                  | LinkedIn            |              |

iPadOS від Apple спочатку була виключена зі списку, оскільки вона не відповідає необхідним кількісним порогам. У квітні 2024 року, після дослідження ринку Комісією, iPadOS була визнана основною платформою-сервісом-ґейткіпером, оскільки вона є «важливим шлюзом для бізнес-користувачів, що забезпечує зв'язок з кінцевими користувачами».
Серед інших розслідуваних служб – Microsoft Bing, Edge і Microsoft Advertising; і iMessage від Apple.
13 лютого 2024 року Європейська комісія оголосила про своє рішення про те, що Bing, Edge, Microsoft Advertising і iMessage не кваліфікуються як послуги ґейткіпера. Європейська комісія не вдавалась у подробиці свого рішення, окрім того, що вона була результатом «ретельного аналізу всіх аргументів, беручи до уваги внесок відповідних зацікавлених сторін і після заслуховування Консультативного комітету з цифрових ринків». Незважаючи на відсутність деталей, наданих Європейською комісією щодо свого рішення, багато джерел припустили, що рішення могло ґрунтуватися на тому, що послуги не відповідають порогу, необхідному для класифікації як послуги ґейткіпера. Ці припущення базувалися, зокрема, на статті Financial Times за вересень 2023 року, у якій повідомлялося, що і Microsoft, і Apple подали апеляції на тій підставі, що в Європі не було достатньо великої бази користувачів для перевірених сервісів. Financial Times отримала цю інформацію з двох джерел, які безпосередньо знайомі з цим питанням.

### Обов'язки ґейткіперів
- Запобігати практикам, відомим як самопреференції,[4] що застосовуються такими компаніями, як Google, для кращого відображення своїх продуктів серед результатів пошуку Google.
- Ґейткіперським компаніям також може бути заборонено повторно використовувати особисті дані людей. Наприклад, Facebook може бути заборонено використовувати дані, отримані від його дочірньої компанії WhatsApp.[51]
- Пропозиція забезпечує права бізнес-користувачів платформи.[6] Наприклад, це може заборонити Apple накладати 30% комісії на всі транзакції, укладені через App Store.
- Ґейткіперським платформам також може бути заборонено вимагати від бізнес-користувачів пропонувати свої найкращі пропозиції на платформі (наприклад, Amazon вимагає від видавців електронних книг застосовувати свої найкращі умови на ринку електронних книг Amazon).[6]
- Існують також правила нейтральності пристроїв[en], що стосуються права видаляти попередньо встановлені програми (наприклад, у випадку Apple iOS або Google Android) і встановлення програм з інших джерел. [6]
- Права захисту бізнес-користувачів платформ (включно з рекламодавцями та видавцями).[6]
- Заборона деяких методів комплектування[en].[6]
- Положення щодо забезпечення вищого ступеня переносимости даних, сумісности та доступу до даних для бізнесу та кінцевих користувачів платформи.[6]
- Компанії, які не дотримуються нових зобов’язань, можуть бути оштрафовані у розмірі до 10% від їх світового обороту.[52]

У двох наступних розділах детально розглядається кожне правило окремо і, коли це необхідно, згадується конкретний приклад, який спонукав комісію включити їх.

#### Заборонені дії
Цей перелік містить сім зобов’язань і заборон для боротьби з недобросовісною торговою практикою. Усі визначені ґейткіпери повинні будуть дотримуватися цих положень: 
(a) Не дозволяти ґейткіперам поєднувати персональні дані, що надходять від Core Platforms Services (CPS), з даними, зібраними через інші сервіси тих самих ґейткіпеів або від третьої сторони. Крім того, слід запобігати реєстрації кінцевих користувачів в інших сервісах, пропонованих ґейткіперами. Однак це може бути зроблено лише в тому випадку, якщо кінцевому користувачеві було запропоновано вибір і надано згоду.
Поєднання персональних даних з різних джерел було визнано незаконним Бундескартелламтом Німеччини у 2019 році у справі проти Facebook. Компанію також оштрафували на €110 мільйонів в травні 2017 року за повідомлення Комісії про те, що неможливо буде об’єднати дані, що надходять із Facebook і WhatsApp, під час придбання WhatsApp у 2014 році. Однак Комісія виявила, що така практика є можливою з 2014 року, враховуючи той факт, що WhatsApp включив цю опцію в свою політику конфіденційности умов надання послуг у 2016 році.
(б) дозволяти бізнес-користувачам пропонувати ті самі продукти або послуги кінцевим користувачам через сторонні послуги онлайн-посередництва за цінами або умовами, які відрізняються від тих, що пропонуються через послуги онлайн-посередництва ґейткіперів.
Це вже було визнано незаконним у справі про конкурентне право щодо електронних книг Amazon. У своїх контрактах з видавцями електронних книг Amazon вимагав від них пропонувати принаймні кращі ціни або умови, ніж вони пропонували іншим конкурентам. Ця стаття також ґрунтується на справах, що стосуються туристичних агентств, таких як Booking.com або Expedia.
(в) дозволяти бізнес-користувачам просувати пропозиції кінцевим користувачам, придбані за допомогою послуг основної платформи, та укладати договори з цими кінцевими користувачами незалежно від того, чи використовують вони для цього послуги основної платформи ґейткіпера, чи ні, дозволяти кінцевим користувачам отримувати доступ та користуватися за допомогою послуг основної платформи ґейткіпера контентом, підписками, функціями або іншими елементами за допомогою програмного додатку бізнес-користувача, якщо ці елементи були придбані кінцевими користувачами у відповідного бізнес-користувача без використання послуг основної платформи ґейткіпера.
Правовий характер такого роду практик наразі досліджується Європейською комісією у справі, що стосується App Store компанії Apple та 30% комісії, яку вони стягували з усіх підписок, здійснених через App Store.  
(г) утримуватися від перешкоджання або обмеження діловим користувачам піднімати питання з будь-яким відповідним державним органом щодо будь-якої практики ґейткіперів.
Це загальна практика, яка не випливає з прецедентного права, але вона гарантує право бізнес-користувачів повідомляти про можливі проблеми державним органам (таким як Європейська Комісія).
(ґ) утримуватися від вимоги до бізнес-користувачів використовувати, пропонувати або взаємодіяти з ідентифікаційною службою контролера в контексті послуг, що пропонуються бізнес-користувачами, які використовують послуги основної платформи цього ґейткіпера.
Також відома як практика пакетного надання послуг, вона не дозволяє «ґейткіперам» примушувати бізнес-користувачів використовувати ідентифікатор Служб основної платформи, коли вони пропонують свої послуги. Таким чином, це часто пов'язано з проблемами рекламодавців або видавців, таких як Google та їхніми методами збору даних.
(д) запобігати об'єднанню різних CPS платформ, які є ґейткіперами.
За цю практику пакування у 2018 році Комісія оштрафувала Google на €4,3 мільярда у рішенні щодо Android. Компанія порушила антимонопольні правила ЄС, змушуючи користувачів Android попередньо встановлювати власні сервіси, такі як пошук Google та Google Chrome. Таким чином, Google закріпив своє домінуюче становище в Інтернет-пошуку.
(е) надавати рекламодавцям та видавцям, яким він надає рекламні послуги, на їх запит, інформацію про ціну, сплачену рекламодавцем та видавцем, а також суму або винагороду, сплачену видавцю, за публікацію певного оголошення та за кожну з відповідних рекламних послуг, наданих ґейткіпером.
Це останнє зобов'язання пов'язане з розслідуванням Європейської комісії щодо даних та рекламних практик Google.

#### Оцінка кожного випадку
Стаття 6 DMA містить другий перелік з одинадцяти зобов'язань і заборон для контролерів. Ці зобов'язання визначаються Європейською Комісією індивідуально після консультацій з відповідними контролерами.
(a) утримуватися від використання в конкуренції з бізнес-користувачами будь-яких даних, що не є загальнодоступними, які генеруються в результаті діяльності цих бізнес-користувачів, включаючи кінцевих користувачів цих бізнес-користувачів, її основних послуг платформи або надаються цими бізнес-користувачами її основних послуг платформи або кінцевими користувачами цих бізнес-користувачів.
Потенційна заборона цієї практики випливає зі справи Amazon Marketplace, яку розслідує Європейська комісія. Комісія стверджує, що Amazon порушив антимонопольні правила, використовуючи «непублічні дані» своїх бізнес-користувачів для того, щоб конкурувати з ними. 
(b) Гарантувати кінцевим користувачам можливість видаляти попередньо встановлені програми на своїх CPS.
Це зобов'язання випливає зі справ щодо Microsoft Internet Explorer та Google Android, де Європейська комісія змусила їх дозволити кінцевим користувачам видаляти попередньо встановлені додатки з основних сервісів платформи,
(в) дозволяти встановлення та ефективне використання сторонніх програмних додатків або сховищ програмних додатків, що використовують або взаємодіють з операційними системами цього ґейткіпера, а також дозволяти доступ до цих програмних додатків або сховищ програмних додатків за допомогою інших засобів, окрім послуг основної платформи цього ґейткіпера.
Наразі ця практика розслідується у справі Apple App Store. Комісія вважає, що Apple не дозволяє своїм конкурентам інформувати користувачів про можливість купувати їхні продукти на інших платформах, окрім App Store, за потенційно нижчими цінами.
(г) утримуватися від надання переваг при ранжуванні послуг та продуктів, що пропонуються самим ґейткіпером або будь-якою третьою стороною, що належить до того ж підприємства, порівняно з аналогічними послугами або продуктами третьої сторони, та застосовувати справедливі та недискримінаційні умови до такого ранжування.
Така практика вже була заборонена у справі Google Shopping і наразі розслідується у справі Amazon Buy Box. Переважно йдеться про надання переваг власним товарам за рахунок конкурентів у результатах пошуку на певному ринку.
(ґ) утримуватися від технічного обмеження здатності кінцевих користувачів перемикатися між різними програмними додатками та послугами і підписуватися на них, доступ до яких здійснюється за допомогою операційної системи ґейткіпера...
Це можна розглядати як наслідок конфлікту між Spotify та Apple щодо обмежень, накладених на використання Spotify на пристроях Apple, які мали на меті просування музичних сервісів Apple 
(д) надавати бізнес-користувачам і постачальникам допоміжних послуг доступ до тієї ж операційної системи, апаратних або програмних засобів, які доступні або використовуються при наданні будь-яких допоміжних послуг ґейткіпера, і забезпечувати їхню сумісність з ними.

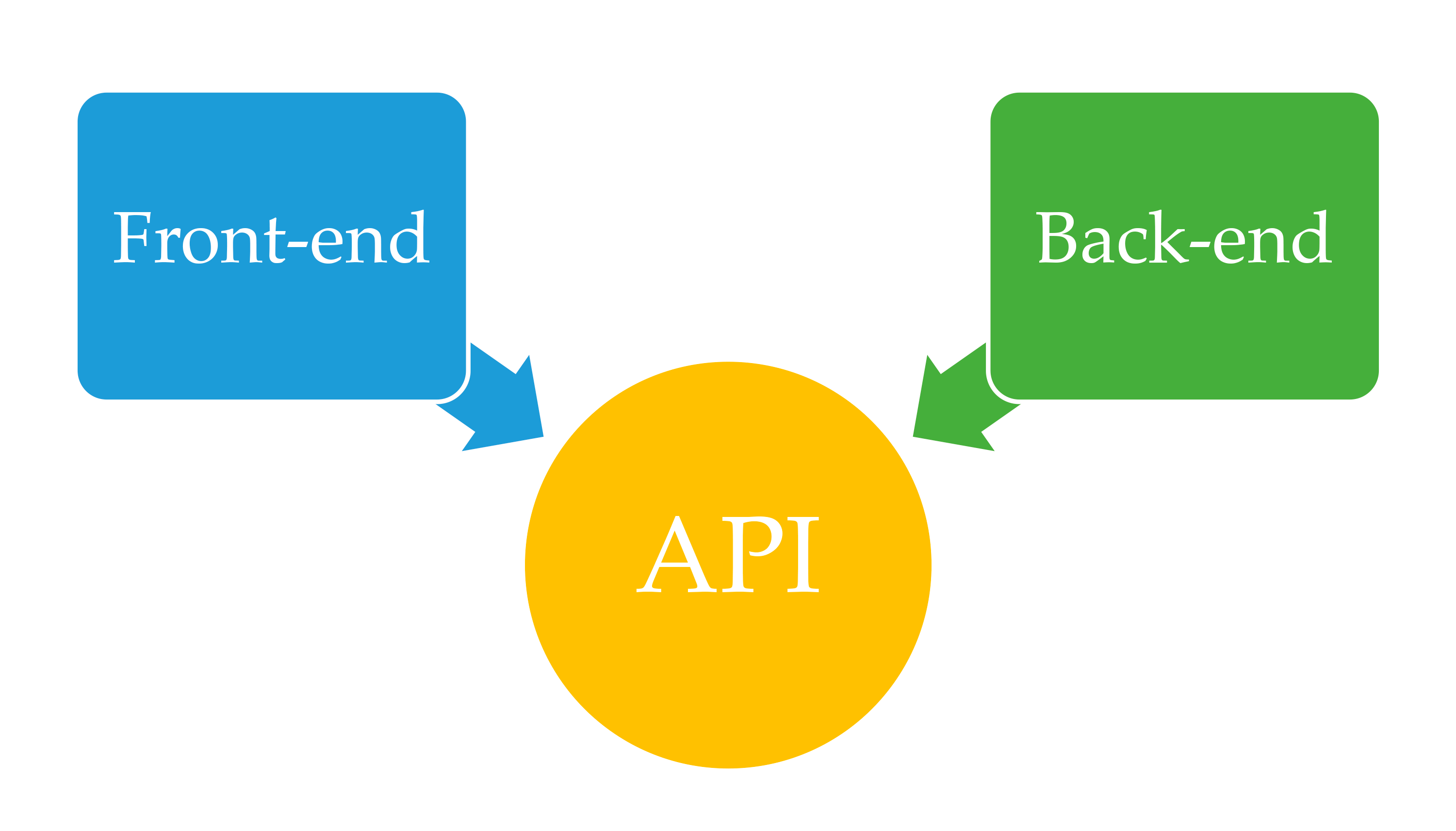
Взаємодія: Інтерфейс прикладного програмування (API) дозволяє підключати постачальників допоміжних послуг до операційної системи, апаратного чи програмного забезпечення ґейткіперів, вони можуть забезпечити взаємодію відповідно до вимог DMA.

Це положення можна проілюструвати, наприклад, на прикладі практики, яка наразі аналізується у справі Apple Pay. Надаючи перевагу своїм пристроям та власному методу оплати – Apple Pay – за рахунок своїх конкурентів, компанія Apple наразі перебуває під пильним наглядом Комісії. Вимога інтероперабельности є ключовою вимогою громадянського суспільства та спільноти розробників відкритого коду.
(е) надавати рекламодавцям і паблішерам, на їхній запит і безкоштовно, доступ до інструментів вимірювання ефективности роботи ґейткіпера та інформації, необхідної рекламодавцям і паблішерам для проведення власної незалежної перевірки винахідника.
Ця стаття допоможе бізнес-користувачам платформ, особливо рекламодавцям, отримати доступ до даних, пов'язаних з рекламою та публікаціями, розміщеними на платформах Gatekeeper. Потенційно основними об'єктами цієї статті є Facebook і Google, а також, можливо, Amazon.
(є) забезпечувати ефективне перенесення даних, створених в результаті діяльності бізнес-користувача або кінцевого користувача, і, зокрема, надавати кінцевим користувачам інструменти для полегшення здійснення перенесення даних відповідно до ЗРЗД (Регламент ЄС № 2016/679), зокрема, шляхом забезпечення безперервного доступу в режимі реального часу.
Вищезгадане положення має більш загальну сферу застосування і не будується навколо конкретних випадків. Розглядаючись як доповнення до ЗРЗД, воно надає більшої точности щодо обсягу перенесення даних, додаючи, що доступ до даних повинен бути «безперервним» і «в режимі реального часу». З практичної точки зору, це гарантує як доступ користувачам (зокрема, бізнес-користувачам), так і переваги з точки зору актуальности перенесення даних, що генеруються платформою.
(ж) надавати бізнес-користувачам або третім особам, уповноваженим бізнес-користувачем, безоплатний ефективний, якісний, безперервний доступ та використання в режимі реального часу агрегованих або неагрегованих даних, які надаються або генеруються в контексті використання відповідних основних послуг платформи цими бізнес-користувачами та кінцевими користувачами, що взаємодіють з продуктами або послугами, які надаються цими бізнес-користувачами; для персональних даних надавати доступ та використовувати їх лише тоді, коли це безпосередньо пов'язано з використанням кінцевим користувачем продуктів або послуг, що пропонуються відповідним бізнес-користувачем через відповідну основну послугу платформи, і коли кінцевий користувач надає згоду на такий обмін у розумінні Регламенту (ЄС) № 2016/679;
Як стаття (є), ця стаття не випливає з окремого випадку та доповнює ЗРЗД. Вона гарантує більше прав бізнесу та кінцевим користувачам щодо інтероперабельности даних, згенерованих на платформах. Це означає, що дані, згенеровані на різних платформах, мають бути сумісними та придатними для використання різними системами.
(з) надавати будь-яким стороннім провайдерам онлайн-пошукових систем, на їхній запит, доступ на справедливих, розумних і недискримінаційних умовах до даних ранжування, запитів, кліків і перегляду, пов'язаних з безкоштовним і платним пошуком, що генеруються кінцевими користувачами в онлайн-пошукових системах ґейткіпера, за умови анонімізації даних запитів, кліків і перегляду, які становлять персональні дані;
Ця стаття має на меті забезпечити вищий рівень конкуренції на ринку онлайн-пошукових систем, надаючи більше прав (новим) конкурентам. Вона надає провайдерам онлайн-пошукових систем доступ до даних, що генеруються «ґейткіпером» у цьому секторі (імовірно, Google Search на даний момент, оскільки він концентрує 95% частки ринку в цьому секторі). Це також пов'язано зі справою Google Search та статтею 5(г) або «чорним списком дій» DMA (див. вище). 
(и) застосовувати справедливі та недискримінаційні загальні умови доступу бізнес-користувачів до свого сховища програмних додатків ...
Це положення стосується додатків магазинів ґейткіпероів (App Store, Google Play), і має на меті захистити права розробників додатків та бізнес-користувачів.

### Інші обов'язки для ґейткіперів
- Відповідно до ст. 12, ґейткіпери повинні повідомити Комісію про заплановані майбутні злиття та поглинання.
- Відповідно до ст. 3, ґейткіпери повинні повідомити Комісію, коли вони досягають порогових значень, щоб вважатися ґейткіпером (див. вище розділ, пов’язаний з критеріями).
- Відповідно до ст. 13, коли фірма призначена контролерами, вона повинна провести незалежний авдит своєї техніки профілювання споживачів і подати її на розгляд Комісії.

### Розслідувальні повноваження та механізми санкцій Європейської комісії
Акт про цифрові ринки дозволяє Європейській Комісії мати регуляторні повноваження та повноваження щодо ринкових розслідувань. За цих обставин ринкові розслідування будуть в основному стосуватися:
- визначення обов’язків, покладених на ґейткіперів, і контролювати їх дотримання (ст. 16)
- призначення ґейткіперів (ст. 15)
- виявлення нових послуг і практик, на які можуть поширюватися зобов’язання, перелічені в ст. 5 та ст. 6 (ст. 17)
- розділ V пропозиції надає комісії певну кількість прав для проведення цих розслідувань
- санкції для ґейткіперів у разі невідповідности або систематичної невідповідности представлені штрафами в розмірі до 10% від світового обороту ґейткіпера.[52][5]

### Зв'язок із застосуванням національного конкурентного законодавства
Ст. 1(5) Акту про цифрові ринки зазначає, що державам-членам забороняється накладати на «ґейткіперів» додаткові зобов'язання за допомогою нормативно-правових актів, підзаконних актів або адміністративних дій з метою забезпечення конкурентних і справедливих ринків. Зобов'язання, які не пов'язані з відповідними підприємствами, що мають статус «ґейткіпера» в розумінні Акту про цифрові ринки, звільняються від цієї заборони
22 березня 2022 року Суд Справедливости ухвалив рішення в об'єднаних справах C-117/20 Bpost та C-151/20 Nordzucker, що слідчі можуть розпочати антимонопольну перевірку компаній, які вже були об'єктом галузевого регулювання, наприклад, Акту про цифрові ринки, за умови, що обидві справи «проводяться достатньо скоординовано та в стислі терміни, а загальний розмір накладених штрафів повинен відповідати тяжкості вчинених правопорушень». 
Це відкриває шлях для паралельного переслідування «ґейткіперів» на національному рівні, наприклад, як це зробила Німеччина відповідно до поправки до розділу 19а німецького законодавства про конкуренцію. Бундескартелламт у 2021 році відкрив численні справи проти великих технологічних фірм, які вважатимуться ґейткіперами відповідно до Акту про цифрові ринки, зокрема Facebook (тепер: Meta), Amazon, Apple і Google. Справи, що розглядаються відповідно до розділу 19а, можуть передбачати координацію дій між Німецьким федеральним відомством з питань картелів, а також Європейською комісією та іншими національними органами з питань конкуренції. З юридичної точки зору, Бундескартелламт запропонував розглядати статтю 19а як розширення конкурентного законодавства, що означає, що вона може застосовуватися паралельно із Актом про цифрові ринки. Тристоронні переговори щодо Акту про цифрові ринки не привели до вироблення спільної позиції з цього питання.

## Ідентифіковані ґейткіпери
Станом на вересень 2023 року до переліку ґейткіперів включено Alphabet, Amazon, Apple, ByteDance, Meta та Microsoft.
Двадцять два основні продукти були зазначені як продукти, що забезпечують основну роботу ґейткіперів:
- Alphabet: Google Search, Google Maps, Google Play, Google Shopping[en], Google Ads, Chrome, Android, YouTube
- Amazon: Amazon Marketplace[en], Amazon Product Advertising API[en]
- Apple: App Store, Safari, iOS
- Bytedance: TikTok
- Meta: Facebook, Instagram, Meta Marketplace[en], WhatsApp, Messenger
- Microsoft: LinkedIn, Microsoft Windows

### Alphabet
Alphabet Inc. є материнською компанією Google. Напруга у відносинах між Alphabet і Європейським Союзом була викликана санкціями, застосованими за недобросовісну практику, пов'язану з рекламою, мобільною операційною системою або стратегіями покупок. Європейська комісія наклала кілька штрафів на Alphabet через порушення антимонопольного законодавства, але, враховуючи, що, незважаючи на рішення Суду Справедливости, «неефективні ринкові результати у вигляді вищих цін, нижчої якости, меншого вибору та інновацій» все ще з'являються, DMA має на меті краще врегулювати цю сферу.
Оскільки основна увага DMA зосереджена на операторах, які надають послуги пошукових систем, соціальних мереж, хмарних обчислень та операційні системи, Google була однією з компаній, яка офіційно представила свою позицію. В одному з інтерв'ю виконавчий директор Google Метт Бріттін заявив, що «Дуже важливо встановити правильні правила, щоб європейські споживачі мали більший вибір, щоб підтримати робочі місця, які нам знадобляться в майбутньому, і щоб підтримати європейський бізнес».
Хоча Google і не названа конкретно, вона є однією з компаній, на які вплинуть суворі правила, оскільки законодавство буде застосовано до фірм з європейським доходом не менше €6,5 млрд або щонайменше 45 млн користувачів по всій Європі. Тим не менш, оскільки за порушення правил Google може бути оштрафований на суму до 10% свого глобального доходу, компанія зацікавлена продовжувати впливати на законодавців та лобіювати в Брюсселі для отримання кращих умов відповідно до Акту про цифровий ринок.
Риторика Google та її спроби окреслити офіційну позицію ґрунтувалися в основному на ризиках, які можуть виникнути через законодавчий акт, а саме на бар'єрах – «оскільки європейці матимуть доступ лише до меншого вибору та до більш дорогих альтернатив». Тим не менш, великі технологічні компанії також спробували підкреслити слабкі сторони Акту про цифровий ринок і назвали його чорним списком – наслідки якого з погляду взаємодії можуть не створювати інновації в майбутньому, а стимулювати «найменший спільний знаменник».
У листопаді 2020 року французький новинний журнал Le Point опублікував витік лобістської стратегії Google щодо Акту про цифровий ринок, внаслідок чого було розкрито деякі наміри. Наприклад, були зроблені посилання на:
* Лобі в парламенті, комісії та на рівні держав-членів;
- Переформатувати політичний наратив навколо витрат для економіки та споживачів;
- Залучити треті сторони (наприклад, аналітичні центри та науковців), щоб повторювати наративи Google;
- Залучити уряд США;
- Дати «відсіч» комісару Бретону (який, як вважалося, підтримує потенційний розрив)
- Створити конфлікт між структурами Комісії.[перевірити]

Щодо вартости цих лобістських практик, то, за даними Transparency Register, Google витратила понад €19 мільйонів на лобіювання в першій половині 2020 року. Незважаючи на те, що сума грошей, виділена Google, вже досягла значних рівнів, вищенаведені цифри не охоплюють усі транзакції, пов'язані з академічними партнерствами, юридичними фірмами або діяльністю, що здійснюється в окремих державах-членах.
Corporate Europe Observatory досліджувала боротьбу за регулювання технологій у Європейському Союзі, і, згідно з її висновками, з моменту вступу на посаду президентки комісії фон дер Ляєн було зареєстровано 158 зустрічей, у яких «брали участь 103 організації, в основному компанії та лобістські групи. Лише 13 учасників провели з цих питань щонайменше 3 чи більше зустрічей. Google виділяється найбільшою кількістю зустрічей, а Microsoft та Facebook йдуть слідом. Apple і Amazon також лобіювали DMA та/або DSA, хоча в цілому вони займають нижчі позиції з двома та однією зустріччю відповідно». Однак, одне з обмежень полягає в тому, що не згадуються зусилля з посадовими особами, відповідальними за розробку законодавства, оскільки оголошуються або анонсуються лише офіційні зустрічі з високопоставленими представниками.
Незважаючи на те, що пропозиція була опублікована 15 грудня 2020 року, практика лобіювання все ще є безперервним процесом, оскільки вона була передана з Комісії до Європейського парламенту та Ради. Однак, порівнюючи дані, отримані на засіданнях Європейської комісії, з інформацією, наданою іншими інститутами, можна помітити, що прозорість є ще менш суворою.
У жовтні 2023 року Бундескартелламт заявив, що підрозділ Alphabet, Google, погодився змінити свою практику використання даних користувачів, щоб припинити німецьке антимонопольне розслідування, спрямоване на обмеження його ринкової влади на ґрунті даних.
Alphabet відповів так:
- Створено Data Portability API, API, який дозволяє передавати вміст вебпереглядача Chrome, Google Maps, Play Store, Google Search, Google Shopping і YouTube до іншої служби, але доступний лише в державах ЄЕЗ та Сполученому Королівстві
- Додано додаткові дані для рекламодавців з ЄЕЗ.
- Запуск програми для зовнішньої оплати в Google Play Store.
- Android 14 підтримує безперебійне оновлення в сторонніх магазинах програм по всьому світу.
- Додано панель налаштувань для роз’єднання даних між більшістю служб Google.
- До Android додано екрани вибору ЄС, які розташовані у випадковому порядку
- Додано спеціальні чіпи для зв’язку із зовнішніми сервісами для польотів та іншого

У вересні 2024 року Суд Європейського Союзу визнав, що Google Shopping порушує Акт про цифрові ринки.

### Amazon
В Amazon привітали ухвалення DMA, і, зважаючи на їхню позицію, компанія не була така стурбована ним, як інші члени GAFAM. Це можна пояснити тим фактом, що в порівнянні зі справою Google і Apple, Акт про цифрові ринки може вплинути на Amazon тільки в трьох аспектах:
- Amazon може бути зобов'язаний дозволити корпоративним користувачам пропонувати ті ж продукти або послуги кінцевим користувачам за цінами або на умовах, що відрізняються від тих, які пропонує Amazon (стаття 5б DMA)
- Amazon може бути зобов’язаний не використовувати дані конкурентів, які не є публічними (стаття 6а DMA)
- Amazon може бути зобов’язаний не ставитися до послуг і продуктів, які вона пропонує, більш сприятливо (стаття 6г DMA)

Заборона на використання непублічних даних конкурентів, які він розміщує на своїй платформі, та заборона на ранжування свого продукту перед тими, які пропонують конкуренти, можуть вплинути на Amazon, якщо пропозиція про DMA буде прийнята у його нинішньому вигляді. Більш того, ці аспекти змусили Amazon вести переговори щодо остаточної версії регулювання, зважаючи на те, що він витратив €1,75 млн на лобістську діяльність і став членом кількох аналітичних центрів.

### Apple
Новий європейський проєкт акту також націлений на App Store компанії Apple щодо його практик та встановлених додатків. Однією з основних змін, які будуть внесені до їхньої поточної бізнес-моделі, є усунення стратегії «самостійної переваги». У результаті ухвалення Акту про цифрові ринки Apple буде змушена змінити спосіб відображення своїх програм у результатах пошуку App Store, щоб дати можливість дрібним розробникам завантажувати своє програмне забезпечення споживачами. Більш того, Apple доведеться дозволити своїм клієнтам видаляти встановлені власні програми з придбаних пристроїв. Таким чином, і Google, і Apple будуть обмежені, а їх практики будуть більш регламентовані. Згідно з остаточним реченням DMA, ці великі технологічні компанії будуть змушені безкоштовно ділитися показниками продуктивности з рекламодавцями та видавцями.
До офіційного випуску пропозиції DMA деякі компанії, включаючи Apple, намагалися змінити свою поведінку, зважаючи на реакцію, викликану наміром комісії регулювати цифровий ринок. Щодо Apple, то в жовтні група французьких видавців на чолі з Alliance de la Presse d'Information Générale (APIG) висловила своє занепокоєння щодо умов обслуговування App Store. Наприклад, одна з їхніх вимог була пов'язана з економічною залежністю від Apple: «Видавці контенту знаходяться в ситуації абсолютної економічної залежности від Apple у поширенні свого контенту на iPhone, оскільки єдиним магазином, доступним на цьому пристрої, є AppStore». Крім того, Apple критикували за 30% комісію з продажу, яку вона отримує через додатки на платформі, таким чином APIG висловила своє занепокоєння щодо подальшої концентрації на ринку. Реакція Apple на ці звинувачення була зосереджена, зокрема, на зниженні ставки комісії до 15% для розробників додатків із річним чистим обсягом продажів менше 1 мільйона доларів, але це не завадило Європейській комісії продовжити виступати за Акт про цифрові ринки.
Подібно до Google, Apple також прагнула обмежити вплив Комісії і уникнути визначення себе ґейткіпера, щоб не отримати нові зобов'язання. Однак, оскільки Брюссель хотів заборонити ґейткіперам забороняти іншим доступ до своїх торгових майданчиків, такі компанії, як Spotify та Facebook, які вважають, що Apple встановила несправедливі умови для додатків цих компаній у App Store підтримували пропозицію Комісії.
Стратегія Apple з обмеження впливу DMA не така зрозуміла і добре структурована, як у випадку Google. Однак можна помітити деякі практики, які застосовує компанія для забезпечення того, щоб її цілі враховувалися європейськими чиновниками. Згідно з дослідженням, проведеним Corporate Europe Observatory схоже, що Apple, Google та Facebook працювали з кількома асоціаціями, які оголосили себе незалежними, не розкриваючи своїх зв'язків. Наприклад, Центр європейських реформ розмістив на своєму вебсайті список своїх корпоративних донорів — одним із них була Apple, але Apple не вказує цю інформацію в записі в Реєстрі прозорости. За цих обставин можна спостерігати мережу, створену навколо груп інтересів, компаній, НУО та аналітичних центрів, оскільки всі вони прагнули сформувати законодавчий процес у Брюсселі на свою користь.
Що стосується витрат на лобіювання, то, незважаючи на обмежену та неповну інформацію, можна помітити, що Apple входить до топ-30 індивідуальних корпоративних лобістів у Брюсселі, займаючи 16-те місце (понад €2 млн). У порівнянні з Google, яка виділила бюджет у розмірі €8 млн, Apple, як і раніше, вкладає значну суму грошей у доступ до європейських чиновників, щоб лобіювати свої вимоги.
24 червня 2024 року Apple стала першою компанією, якій були висунуті звинувачення відповідно до DMA, оскільки регулюючі органи заявили, що політика Apple Store компанії є незаконною.

### ByteDance
ByteDance — єдина неамериканська компанія в списку ґейткіперів. Її основною пропозицією послуг є соціальна мережа відеогостинґу TikTok.
ByteDance у відповідь запустили Data Portability API для користувачів ЄЕЗ, пізніше надавши «розширений доступ» до API, покращивши швидкість інструменту Download Your Data та додавши можливість часткового експорту даних TikTok, дозволивши вибір категорій для експорту. Було створено вебформу для майбутньої відповідности DMA.

### Meta
Зважаючи на те, що Акт про цифрові ринки спрямований на обмеження впливу великих компаній шляхом надання можливости появи альтернативних гравців, Meta також стала об'єктом законодавчої пропозиції. Як і у випадках з іншими компаніями, після прийняття DMA недобросовісні практики всіляко припинятимуться і навіть заборонятимуться, щоб зупинити шкоду, яку вони завдають конкуренції.
Однак, крім Google, Apple і Amazon, Meta, схоже, підтримують правила Європейського Союзу. У своїх офіційних заявах Meta заявили, що сподівається, що Європейський Союз встановить обмеження для Apple. Тим не менш, у цьому контексті спостерігалися не тільки напружені відносини між Комісією та великими технологічними компаніями, але навіть між GAFAM, враховуючи їхні заяви та цілі, які вони відстоюють.
Суперечки між Meta та Apple почалися з функції конфіденційности, що використовується Apple, яка дозволяє споживачам блокувати відстеження їх рекламодавцями у різних додатках. Таким чином, Meta, компанія, яка отримує дохід від реклами, почала вживати заходів у відповідь і висловлювати своє невдоволення. Вона також додала, що «Apple контролює всю екосистему від пристрою до магазину додатків та додатків та використовує цю владу, щоб нашкодити розробникам та споживачам, а також великим платформам, таким як Facebook». Реакція Apple була досить різкою, і Meta звинуватили в інвазивному відстеженні. Тому обговорення навколо Акту про цифрові ринки почали створювати більше напружености між великими технологічними фірмами та відхилятися від сфери дії пропозиції, оскільки компанії зосередилися на критиці своїх «конкурентів» за незаконні практики.

### Microsoft
Корпорація Microsoft була ідентифікована як ґейткіпер. Консультантка Крістіна Каффарра та професорка Фіона Скотт Мортон мали власну думку, що єдине зобов’язання, яке може з'явитися в Microsoft згідно з DMA, — це дозволити кінцевим користувачам видаляти будь-які попередньо встановлені програми. Незрозуміло, чи Скотт Мортон консультувала вже Microsoft на момент таких заяв, її консультаційна робота для Microsoft стала відома під час справи Фіони Скотт Мортон.
Microsoft виконала цю вимогу, дозволивши користувачам у всьому світі видалити Camera, Photos та Cortana, а користувачам з ЄЕЗ – видалити Bing Web Search та Microsoft Edge. API для користувача пошукових систем і каналів віджетів були створені для ексклюзивних користувачів ЄЕЗ. Користувачам ЄЕЗ також буде запропоновано синхронізувати дані ПК із Microsoft. Незабаром було створено злом реєстру, що дозволяє отримати ці зміни, не проживаючи в країні ЄЕЗ або не переїжджаючи до країни ЄЕЗ. Користувачам з ЄЕЗ більше не рекламують інформацію про Microsoft Edge.

## Фірми, які не є ґейткіперами

### Airbnb і Booking.com
Завдяки своїм важливим позиціям на ринку короткострокового житла, Airbnb і Booking.com стали потенційними об'єктами для законодавства. Дійсно, понад 50% житла, призначеного для «короткострокового проживання», розміщено на AirBnB, і приблизно 30% — на Booking.com. Тому довгий час точилися суперечки щодо їх можливого віднесення до категорії ґейткіперів, що змусило компанії захищатися і пояснювати, чому їх не слід відносити до цієї категорії. Більше того, Booking.com наполягали на тому, що вони є однією з небагатьох європейських компаній, яка має глобальний успіх, і що оскільки вони не є найбільш домінуючим гравцем у цьому секторі, їх не слід позбавляти стимулів, конкуруючи з більшими компаніями.

### Spotify
З приблизно третиною частки ринку музичної підписки у 2020 році Spotify є домінуючим гравцем у цьому секторі, а Apple Music посідає друге місце з часткою близько 15%. Однак Spotify, здається, не відповідає критеріям, встановленим Європейською комісією, згідно з аналізом Vox EU. Дірк Ауер, економіст американського аналітичного центру ICLE, кваліфікував цей законодавчий акт як спосіб захисту європейських фірм, і що критерії навмисно виключають великі європейські технологічні компанії, зокрема Spotify. Навіть якщо це правда, що SAP, ймовірно, буде єдиною європейською компанією, на яку поширюватиметься дія законодавчого акту, існують також великі американські платформи, такі як Twitter або Uber, які не підпадають під дію законодавства, незважаючи на їхню важливу позицію на ринку.

### Samsung
Хоча Samsung раніше з'являвся у списку можливих «ґейткіперів», він не потрапив до остаточного списку.

### X
У жовтні 2024 року Європейська комісія вирішила, що X (раніше відома як Twitter) не вважається ґейткіпером в онлайн-соціальних мережах, оскільки він «не є важливим шлюзом для бізнес-користувачів для виходу на кінцевих користувачів».

## Реакції

### У Європейському Союзі

#### Ірландія
Уряд Ірландії оприлюднив свою позицію 8 вересня 2020 року під час публічних консультацій щодо Пакету актів про цифрові послуги. Згідно з їхніми заявами, ірландська влада не бажає оцінювати визначення «ґейткіперів», оскільки вони пояснили, що займання домінуючої позиції не є незаконним. Крім того, вони також підкреслили, що цей конкретний аспект не означає зниження добробуту споживачів і не перешкоджає інноваціям або новим входам на цифровий ринок.
Багато компаній, які, ймовірно, стануть мішенню DMA, мають штаб-квартири в Ірландії. Підхід ірландського уряду до великих технологічних компаній часто був джерелом дебатів у Європейському Союзі. У 2016 році Європейська комісія звинуватила Ірландію в наданні Apple «незаконних податкових пільг». Загальний Суд виніс рішення на користь Apple, але Комісія висловила намір оскаржити це рішення в Суді Справедливости.

#### Нідерланди
У жовтні 2020 року уряд Нідерландів спільно з Францією та Бельгією висловили свою готовність до суворішого дотримання правил конкуренції, щоб уникнути зловживання домінуючим становищем і антиконкурентної практики.
17 лютого 2021 року уряд Нідерландів опублікував свою офіційну позицію щодо Акту про цифрові ринки та привітав ініціативу, беручи до уваги, що цілі, які вона містить, узгоджуються з їх національною позицією.

#### Німеччина
Федеральний уряд Німеччини привітав пропозицію Акту про цифрові ринки. Німці вважали, що поточна європейська законодавча база є недостатньо міцною і що заходи примусу також повинні бути посилені щодо цифрових платформ. Однак головною турботою Німеччини все ще залишається збереження малих і середніх компаній, оскільки вона має намір залишити їх поза сферою дії нових правил.
Голова Бундескартелламта Андреас Мундт неодноразово критикував централізований підхід Європейської комісії до регулювання діяльности ґейткіперів. Він назвав право вето Європейської комісії щодо повноважень національних органів з питань конкуренції нав’язувати рішення проти Big Tech «неприйнятним» і попросив надати більше повноважень національним органам з питань конкуренції. Цю позицію підтримали інші держави-члени.

#### Франція
Французький уряд висловив прагнення запровадити суворіше дотримання правил конкуренції, щоб запобігти тому, щоб гігантські технологічні фірми віддавали перевагу своїм власним послугам, витісняли конкурентів або зберігали свої домінуючі позиції.
Незважаючи на це, Франція хотіла б покладатися на можливість адаптації правил через Акт про цифрові ринки, щоб реагувати на постійні зміни цифрового ринку.
Відомо, що уряд Франції публічно виступає за посилення регулювання GAFAM, і в односторонньому порядку встановив свій податок GAFA у 2019 році. Цей податок був джерелом напружености з першим урядом Дональда Трампа.

### Інші держави
Як і з іншими частинами європейського законодавства («Брюссельський ефект»), інші держави почали копіювати DMA.

#### Бразилія
Розроблено законопроєкти для впровадження нормативної бази, натхненної європейським Актом про цифрові ринки.

#### Індія
Уряд Індії розглядає регуляторний підхід у стилі DMA для застосування до «системно важливих цифрових посередників». Проте станом на квітень 2024 року жодних конкретних пропозицій зроблено не було.

#### Південна Корея
Конкуренція «Просування платформи» створена за моделлю DMA, але наразі модель відкладена.

#### Сполучене Королівство
Закон про цифрові ринки, конкуренцію та споживачів 2024 року, який надає Управлінню з питань конкуренції та ринків повноваження регулювати технологічні компанії зі стратегічною ринковою владою, був прийнятий парламентом і отримав королівську згоду 24 травня 2024 року.

#### Сполучені Штати Америки
Цей акт прийнято в контексті, коли ЄС і США при уряді Байдена хотіли відновити кращі відносини після напружености, яка виникла під час президентства Трампа. Європейська комісія підкреслила необхідність співпраці між ЄС і США у боротьбі з домінуючими позиціями онлайн-платформ і великих технологій, які вони вважають шкідливими. У січні 2021 року президентка Урсула фон дер Ляєн заявила, що тодішній президент США Джо Байден і Європейський Союз поділяють однакову позицію щодо регулювання технологічних компаній. У своїй промові на Мюнхенській конференції з безпеки в лютому 2021 року вона запросила Сполучені Штати приєднатися до Європейського Союзу в його ініціативах, щоб створити правила в цифровій економіці, які можуть бути «дійсними в усьому світі».
Навіть якщо офіційна позиція адміністрації Байдена щодо Акту про цифрові ринки ще не відома громадськості, у Сполучених Штатах точаться ті самі дебати щодо домінуючої позиції деяких цифрових технологічних платформ. У грудні 2020 року Федеральна торгова комісія США та 46 американських штатів порушили антимонопольний позов проти Facebook за зловживання своїм домінуючим становищем і здійснення антиконкурентної поведінки протягом кількох років.
У документі, опублікованому в березні 2021 року, Дослідницька служба Конгресу США, аналітичний центр американського уряду, який інформує членів Конгресу США, окреслила той факт, що нові цифрові правила Європейського Союзу, включаючи Акт про цифрові ринки, можуть бути джерелами потенційної майбутньої співпраці між Європейським Союзом та Сполученими Штатами, підкреслюючи потенційний вплив на економіку США.

#### Японія
Японія переробляє свої закони та правила конкуренції, щоб більше нагадувати регуляторну структуру Європейського Союзу.